# Coenobius
Coenobius là một chi bọ cánh cứng trong họ Chrysomelidae.
Chi này được Suffrian miêu tả khoa học năm 1857.

## Các loài
Các loài trong chi này gồm:
- Coenobius apicefulvus Medvedev, 1995
- Coenobius arabicus Lopatin, 1979
- Coenobius babai Kimoto, 1991
- Coenobius baronii Lopatin, 1979
- Coenobius bhaktai Lopatin, 1995
- Coenobius bipustulatus Lopatin, 1997
- Coenobius caeruleipennis Chen & Pu, 1980
- Coenobius castaneus Chen & Pu, 1980
- Coenobius circumductus Lopatin, 1997
- Coenobius collaris Kimoto, 1996
- Coenobius cuneoscutis Medvedev, 1989
- Coenobius curtipennis Lopatin, 1997
- Coenobius cyaneus Lopatin, 1979
- Coenobius distantis Tang, 1992
- Coenobius fenestratus Medvedev, 1997
- Coenobius fulvus Medvedev & Samoderzhenkov, 1987
- Coenobius lankanus Medvedev, 1989
- Coenobius maculipennis Lopatin, 1997
- Coenobius melanoxanthus Lopatin, 1997
- Coenobius niger Lopatin, 1997
- Coenobius nigricollis Medvedev, 1995
- Coenobius pakistanicus Lopatin, 1995
- Coenobius puncticollis Lopatin, 1997
- Coenobius puncticollis Medvedev & Samoderzhenkov, 1987
- Coenobius ruficollis Medvedev, 2000
- Coenobius sikkimensis Lopatin, 1995
- Coenobius stoneri Lopatin, 1997
- Coenobius weisei Lopatin, 1997
- Coenobius wittmeri Lopatin, 1995